# Вишня Рівня
Вишня Рівня, Верхня Рівня, Рона-де-Сус (рум. Rona de Sus) — село у повіті Марамуреш в Румунії. Адміністративний центр комуни Вишня Рівня.
Село входить до числа етнічних українських територій. Більшість мешканців села — українці за походженням.
Село розташоване на відстані 416 км на північ від Бухареста, 42 км на північний схід від Бая-Маре, 128 км на північ від Клуж-Напоки. Через село протікає річка Рона.

## Населення
За даними перепису населення 2002 року у селі проживали 3916 осіб.
Національний склад населення села:
| Національність | Кількість осіб | Відсоток |
| -------------- | -------------- | -------- |
| українці       | 3745           | 95,6%    |
| румуни         | 145            | 3,7%     |
| угорці         | 19             | 0,5%     |
| німці          | 5              | 0,1%     |

Рідною мовою назвали:
| Мова       | Кількість осіб | Відсоток |
| ---------- | -------------- | -------- |
| українська | 3735           | 95,4%    |
| румунська  | 155            | 4,0%     |
| угорська   | 18             | 0,5%     |
| німецька   | 6              | 0,2%     |

## Відомі люди
У Вишня Рівня народилися:
- Небиляк Михайло (1949—2003) — український письменник, член Спілки письменників Румунії.
- Романюк Павло (нар. 1953) — український поет, прозаїк. Член Спілки письменників Румунії.
- Микола-Мирослав Петрецький — румунський політик, депутат, президент Союзу українців Румунії.
- Трайста Михайло Гафія (нар. 1965) — український письменник, прозаїк та поет в Румунії, перекладач, автор понад тридцяти художніх книг.